# Паричен паяк
Паричните паяци (Linyphia triangularis) са вид паякообразни от семейство Linyphiidae.Смятат се за инвазивни за САЩ. 
Таксонът е описан за пръв път от Карл Александър Клерк през 1758 година.

## Подвидове
- Linyphia triangularis juniperina